# The Child and the Fiddler (film 1917)
The Child and the Fiddler è un cortometraggio muto del 1917 diretto da Bert Haldane. Fu l'ultimo film della breve carriera cinematografica di Edna Maude, un'attrice bambina che aveva esordito sullo schermo nel 1913.

## Trama
Un violinista che lavora nel circo adotta una bambina che ha perso la memoria. Diventeranno artisti di strada.

## Produzione
Il film fu prodotto dall'Ideal. Bert Haldane dirige questo film che è il remake riveduto e corretto di The Child and the Fiddler, un cortometraggio prodotto nel 1910 dalla Hepworth, una casa di produzione per cui Haldane aveva all'epoca lavorato.

## Distribuzione
Distribuito dalla Brum Films, il film - un cortometraggio in due bobine - uscì nelle sale cinematografiche britanniche nel novembre 1917.